# 孔仁玉

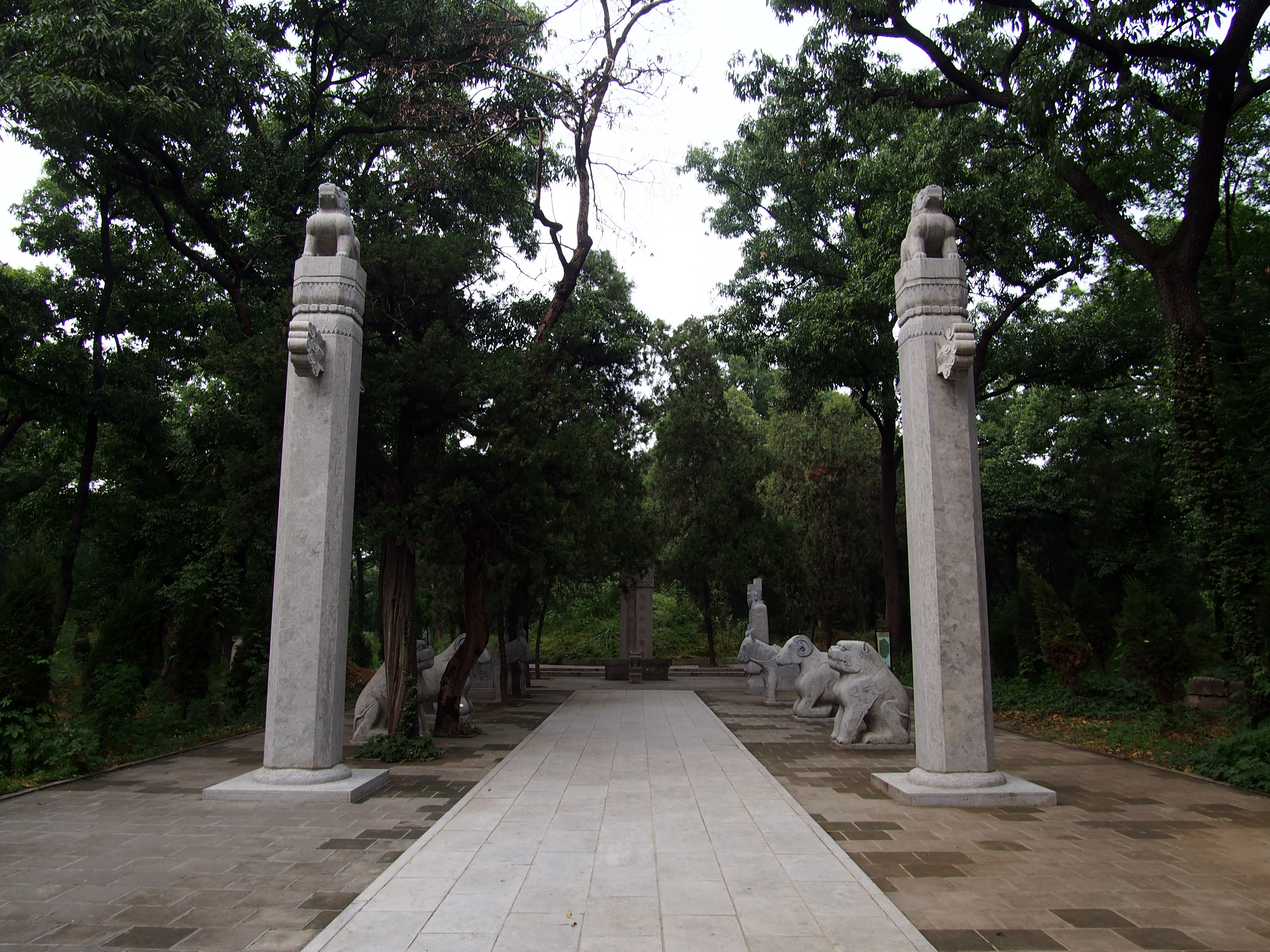
孔仁玉墓

孔仁玉（912年—956年），字温如，孔光嗣之子，孔子四十三代孙。生于后梁太祖乾化二年（912年），卒于后周世宗显德三年（956年），终年45岁。既长，通六艺，精春秋，为人严谨，临事果断。929年，當時的文宣公孔邈去世。后唐明宗长兴元年（930年），授仁玉曲阜县主簿，主孔子祀事。长兴三年（932年）迁龚丘（今山东宁阳县）令，封文宣公。后晋高祖天福五年（940年）改任曲阜县令。后周太祖广顺二年（952年），郭威幸曲阜拜孔庙及孔子墓，召孔仁玉赐五品服。诏以曲阜县令兼监察御史。卒后追赠兵部尚书。
孔氏后人以孔氏嫡长幾绝而至仁玉时复兴，故称孔仁玉为中兴祖。

## 墓地
孔仁玉墓位于孔子墓东北，内红墙以外约100米处。封土东西11.93米，南北15.90米，高3.05米，为中型坟冢。墓前石碑1通，篆书“兵部尚书袭封文宣公之墓”，碑阴楷书“奉正大夫修正庶尹礼部郎中赐食三品禄直文渊阁永嘉黄养正拜书”，明朝正统八年（1443年），五十九代孙、袭封衍圣公孔彦缙立石。碑前设石供案，周刻卷云纹。